# Западна чайка
Западната чайка (Larus occidentalis) е вид птица от семейство Чайкови (Laridae).

## Разпространение
Видът е разпространен по западното крайбрежие на Северна Америка, от Британска Колумбия до Долна Калифорния.

## Описание
Те са сравнително едри, с дължина около 60 cm, бяла глава и тяло и сиви крила.